# Кьоселия
Кьоселия (на македонска литературна норма: Ќоселија) е село в източната част на Северна Македония, община Радовиш.

## География
Селото е разположено в южните склонове на планината Плачковица, североизточно от Радовиш, над село Саригьол.

## История
В XIX век Кьоселия е турско село в Радовишка кааза на Османската империя. Според статистиката на Васил Кънчов („Македония. Етнография и статистика“) от 1900 година Кьосели има 100 жители, всички турци.
След Междусъюзническата война в 1913 година селото попада в Сърбия.
Според Димитър Гаджанов в 1916 година в Кюселии живеят 156 турци.